# Entziehung elektrischer Energie
Entziehung elektrischer Energie (ugs.: Stromdiebstahl) ist in Deutschland ein von § 248c StGB erfasstes Vergehen. Es handelt sich dabei um ein diebstahlsähnliches Delikt, das in zwei Tatvarianten begangen werden kann. Die schwerere Tatvariante ist verwirklicht, wenn der Täter sich oder einen Dritten durch den Entzug elektrischen Stroms bereichert. Die weniger schwere Tatvariante besteht darin, einen anderen durch den Entzug elektrischen Stroms zu schädigen.

## Gesetzgebungsgeschichte
Der Straftatbestand entstand, nachdem im Rahmen der Elektrifizierung die Rechtsfrage aufkam, ob elektrischer Strom denn eine Sache im Sinne des Diebstahlsparagrafen (§ 242 StGB) sei. Während der französische Kassationshof dies bejahte, entschied das deutsche Reichsgericht zweimal, dass dem nicht so sei. Die so entstandene Strafbarkeitslücke schloss der Gesetzgeber, indem er am 9. April 1900 mit dem Gesetz, betreffend die Bestrafung der Entziehung elektrischer Arbeit einen eigenen Straftatbestand der Entziehung elektrischer Energie schuf.
Dieser Tatbestand wurde mit dem 3. Strafrechtsänderungsgesetz am 4. August 1953 in das heutige deutsche Strafgesetzbuch übernommen. Seit dem 26. Januar 1998 sind die Vorschriften zum Haus- und Familiendiebstahl sowie zum Diebstahl geringwertiger Sachen analog zum Diebstahl auch auf Stromdiebstahl anwendbar (§ 248c Abs. 3 StGB).

## Grundtatbestand
Der Grundtatbestand des § 248c Abs. 1 StGB ist dementsprechend parallel zum Tatbestand des Diebstahls konstruiert. Das Tatbestandsmerkmal der Fremdheit kann mangels Sachqualität elektrischer Energie und somit mangels Eigentumsfähigkeit nicht unmodifiziert übernommen werden. „Fremd“ im Sinne des § 248c StGB ist vielmehr elektrische Energie, auf deren Nutzung der Täter kein Recht hat.
Unter die Tathandlung des Entziehens fällt unstreitig das eigenmächtige Anzapfen durch Anschließen eines physikalisch geeigneten Stromleiters und das Überbrücken einer vom Stromversorger entfernten Sicherung oder des Stromzählers. Umstritten ist dagegen, ob eine indirekte Übertragung etwa durch Induktion ausreicht.
Unstreitig nicht darunter fallen Manipulationen des Zählers selbst oder die bloß vertragswidrige Nutzung einer ordnungsgemäß angeschlossenen Lichtquelle. Der Missbrauch von so genannten Leistungsautomaten wie beispielsweise eines öffentlichen Münzfernsprechers fällt dagegen unter den in § 265a StGB enthaltenen Tatbestand des Erschleichens von Leistungen.
Der subjektive Tatbestand verlangt über den gemäß § 15 StGB stets erforderlichen Vorsatz hinaus Zueignungsabsicht.
§ 248c Absatz 2 erklärt den Versuch für strafbar, vgl. § 12 Abs. 2 (Strafmaß bei Vergehen) sowie die Strafbarkeit des Versuches § 23 StGB. Durch die in Absatz 3 enthaltenen Verweise ist die Tat ein relatives Antragsdelikt, falls die Voraussetzungen des Haus- und Familiendiebstahls nach § 247 StGB entsprechend vorliegen, oder ein absolutes Antragsdelikt, falls die Voraussetzungen des Diebstahls geringwertiger Sachen nach § 248a StGB entsprechend bejaht werden können. Ist beides nicht der Fall, so handelt es sich bei der Tat um ein Offizialdelikt. In der Praxis spielt vor allem der Grundtatbestand eine Rolle.

## Privilegierung
§ 248c Abs. 4 StGB enthält eine Privilegierung für den Fall, dass statt Zueignungs- eine bloße Schädigungsabsicht vorliegt. Aus der systematischen Stellung nach den dadurch allein auf den Grundtatbestand bezogenen Absätzen 3 und 4 ergibt sich, dass der Versuch in diesem Falle nicht strafbar ist und es sich um ein absolutes Antragsdelikt handelt (Abs. 4 Satz 2). In der Praxis kommt diese Vorschrift jedoch kaum zur Anwendung.

## Konkurrenzen
§ 248c StGB ist lex specialis zum in § 242 StGB normierten Diebstahl und geht somit diesem vor. Kein Fall des § 248c StGB, sondern einer des § 242 StGB liegt jedoch vor, wenn ein Energieträger selbst entwendet wird. Durch § 265a StGB wird § 248c StGB seinerseits verdrängt. Zwischen Betrug gemäß § 263 StGB und § 248c StGB besteht anders als zwischen Betrug und Diebstahl kein Exklusivitätsverhältnis.

## Recht der DDR
In der DDR wurde nach Aufhebung des Gesetzes von 1900 die Entziehung elektrischer Energie als Diebstahl sozialistischen Eigentums gewertet.

## Hinweise
1. ↑  Sirey 1913, Teil 1, 337
2. ↑  RGSt 29, 111 (1896); RGSt 32, 165 (1899)
3. ↑  so die herrschende Lehrmeinung, z. B. Lackner/Kühl, Strafgesetzbuch mit Erläuterungen, Beck, München 2001.
4. ↑  Lackner/Kühl, Strafgesetzbuch mit Erläuterungen, Beck, München 2001.
5. ↑  § 1 Abs. 3 des Einführungsgesetzes zum Strafgesetzbuch und zur Strafprozeßordnung der Deutschen Demokratischen Republik (Memento des Originals vom 12. Juni 2018 im Internet Archive)  Info: Der Archivlink wurde automatisch eingesetzt und noch nicht geprüft. Bitte prüfe Original- und Archivlink gemäß Anleitung und entferne dann diesen Hinweis. vom 12. Januar 1968
6. ↑  § 158 (Memento des Originals vom 12. Juni 2018 im Internet Archive)  Info: Der Archivlink wurde automatisch eingesetzt und noch nicht geprüft. Bitte prüfe Original- und Archivlink gemäß Anleitung und entferne dann diesen Hinweis. StGB-DDR (1968); BG Frankfurt (Oder), Urteil vom 25. August 1970 (II BSB 188/70), NJ 1971, 84; Wilhelm Rettler: Der strafrechtliche Schutz des sozialistischen Eigentums in der DDR. De Gruyter, 2010, S. 109 (Volltext in der Google-Buchsuche).